# ピチカート・ファイヴ
ピチカート・ファイヴ（英語: PIZZICATO FIVE）は、1984年から2001年まで活動した日本の音楽グループ。1984年から1987年までの表記はPIZZICATO V。

## 概要
1990年代の日本において一世を風靡した「渋谷系」と呼ばれる系統に属し、その音楽性のみならず3代目ボーカルである野宮真貴のルックス・ファッション面も評価が高かった。
自らを「クール」「ハッピー」「キャッチー」「グルーヴィー」「ファンキー」等の言葉で形容することがある。
その活動はアメリカ合衆国やイギリス、フランスなどの欧米諸国にまで及び、ロバート・アルトマン監督の『プレタポルテ』（1994年）や劇場版『チャーリーズ・エンジェル』（2000年）で「トゥイギー・トゥイギー〜トゥイギー対ジェイムズ・ボンド」（元曲は野宮のソロ時代に佐藤奈々子の曲をカバーしたもの）が使われたり、2002年のオースティン・パワーズ#第3作では「東京の合唱」が流れるなど、複数の外国映画で楽曲が使われた。
熱狂的なファンを指す用語や、公式ファンクラブの名称は「ピチカートマニア!」（コロムビア時代ファンクラブは「ピチカートマフィア」の名称）

## 解散時のメンバー
小西康陽（ベース、キーボード、ギター、ボーカル）
ピチカート・ファイヴのフロントマン、リーダー。解散までグループを牽引した唯一のオリジナル・メンバー。ほぼ全楽曲の作詞・作曲・編曲を担当。
野宮真貴（メイン・ボーカル）
1990年、田島に代わり3代目ボーカリストとして加入。2001年の解散まで10年にわたりメイン・ボーカルを務める。ライブにおいてギターを演奏したことがある。

### 脱退したメンバー
高浪慶太郎（ギター、キーボード、ボーカル）
オリジナル・メンバーの一人。1994年脱退。
鴨宮諒（キーボード）
オリジナル・メンバーの一人。1987年脱退。
佐々木麻美子（メイン・ボーカル）
オリジナル・メンバーの一人。初代ボーカリスト。1987年脱退。
田島貴男（メイン・ボーカル、ギター）
1988年、脱退した佐々木に代わり2代目ボーカリストとして加入。加入当時は既にORIGINAL LOVEで活動しており、掛け持ちの形になる。1990年、ORIGINAL LOVEに専念するため脱退。ピチカート・ファイヴの楽曲「夜をぶっとばせ」を1995年にORIGINAL LOVEでカバー。

## 来歴

### 結成
1984年、小西康陽、高浪慶太郎、鴨宮諒、佐々木麻美子の4人をオリジナルメンバーとして結成。当初、ドラマーの宮田繁男（後のオリジナル・ラヴメンバー→ファースト・インプレッション）を加えた5人の予定だったが、4人で「ピチカート・ファイヴ」を名乗ることとなった。
1985年、細野晴臣プロデュースで8月21日に12インチ・シングル「オードリィ・ヘプバーン・コンプレックス」でテイチク／ノン・スタンダードレーベルよりデビュー。12インチ・シングル2枚を残す。
1986年、CBS・ソニーへ移籍。
1987年、ファースト・アルバム『couples』をリリースするが全く売れず、CBS・ソニー側から「ライヴの出来るボーカリストと交代」を要求される等の事情もあり同年、鴨宮と佐々木の2人が脱退。当時、既にORIGINAL LOVEでの活動を開始していた田島貴男を2代目ボーカルに迎える。
1988年、セカンド・アルバム『Bellissima!』、
1989年、サード・アルバム『女王陛下のピチカート・ファイヴ』発売。
1990年、4thアルバム『月面軟着陸』発表。
アルバムリリースを重ねるごとに熱心なファンを作り出すことに成功。一部では話題となるが、いずれも商業的な成果を残すことができず、クラブに通う若者や流行に敏感な者だけが熱狂的に支持するハウス系バンドとして認識されていた。

### レコード会社移籍と3代目ヴォーカル
1990年、日本コロムビア／SEVEN GODS RECORDS（当時の所属事務所 グレイテスト・ヒッツの代表・麻田浩主宰）に移籍（後にTRIADへ転籍）。移籍の背景は、前所属レコード会社、CBS・ソニーの販売戦略に対する疑問があった（アルバム『月面軟着陸』のノベルティが、アームストロング船長を由来にした運動器具だったり、シングル盤のリリースもなかった）。
移籍と同時に翌年田島がORIGINAL LOVEの活動に専念するため脱退。レコーディングやライブでサポート・ボーカルをしていた元ポータブル・ロックの野宮真貴を3代目ボーカルに迎える。野宮は、正式加入以前からコーラス等で参加。CBS・ソニー最後のリリースとなったシングル「ラヴァーズ・ロック」（後にTokyo's Coolest Soundに発展）にボーカルとして参加している。高浪慶太郎が「高浪敬太郎」に改名。
1991年、高浪敬太郎コンボ&オーケストラ（野宮参加・小西も2曲参加、「大人になりましょう」のプロトタイプとなる曲も収録）として5月21日にフジテレビ系テレビドラマ「学校へ行こう!」のサウンドトラックCD『学校へ行こう! オリジナル・サウンドトラック 〜Hi,guys! Let me teach you』発売を皮切りに、6月から8月まで3枚のミニ・アルバム『最新型のピチカート・ファイヴ』『超音速のピチカート・ファイヴ』『レディメイドのピチカート・ファイヴ』そして9月発売のフル・アルバム『女性上位時代』に至るまで5か月間にわたり「5-4-3-2-1 count down to extacy」と銘打った連続リリース攻勢を仕掛けた。
1993年、4月発売の「SWEET SOUL REVUE」は、カネボウ化粧品「REVUE」シリーズ春のキャンペーンソングという大型タイアップを掴み、スマッシュ・ヒット。バンド名が広く知れ渡るきっかけの楽曲となった。同年6月発売アルバム『ボサ・ノヴァ2001』（小山田圭吾と共同プロデュース）はオリコンチャートで最高7位を獲得。12月リリースシングル「東京は夜の七時」（タイトルは矢野顕子の曲から引用）が、別ヴァージョンながらフジテレビ系『ウゴウゴルーガ2号』のオープニング曲に採用され更に知名度を高め、一気に一流アーティストの仲間入りを果たした。
1994年、ミニ・アルバム『5×5』をアメリカのマタドールレコード（Matador Records） からリリースして北米デビュー。次作アルバム『MADE in USA』も全世界での売上が20万枚に達した。
同年9月、アルバム『Overdose』リリース発表直前に高浪が脱退。その後、2001年の解散まで小西・野宮の2人体制で活動していくことになった。
1995年2月からはアメリカおよびヨーロッパの14都市でツアーを行い、成功を収める。3月に初のベスト・アルバム『ピチカート・ファイヴTYO〜Big Hits and Jet Lags 1991-1995』をリリース。
1996年3月に発売されたシングル「ベイビィ・ポータブル・ロック（ポータブル・ロックは、かつて野宮の所属したユニット名）」（日産・ミストラルCMソング）がヒットを記録。12月に発売されたシングル「メッセージ・ソング」は発売された月から翌年1月までの2か月間、NHKの音楽番組『みんなのうた』で放送された（その後も数回放送されている）。本作がTRIADレーベルで最後の作品となった。

### 新レーベル設立
1997年、小西によって新レーベル「*********(readymade) records,tokyo」を設立。アルバム『ハッピー・エンド・オブ・ザ・ワールド』、ベスト・アルバム『ピチカート・ファイヴJPN〜Big Hits and Jet Lags 1994-1997』のほか、アナログ盤作品やリミックスアルバムのリリース、ライブなど順調に活動を重ねた。11月発表シングル「大都会交響楽」が、セガサターン用ソフト（後にPlayStationへも移植）「クロス探偵物語」（1998年6月25日発売）のテーマソングとして起用された。
1998年1月、筒美京平作曲「恋のルール・新しいルール」、7月にミディアムバラード調の「きみみたいにきれいな女の子」、9月にザ・コレクターズの加藤ひさしをフィーチャリングした（実態的には野宮とのデュエット）「ウィークエンド」と立て続けにシングルがリリース。10月からの新番組『サタスマ』の音楽を小西が手がける事になり、エンディングテーマに、同月発売の同名アルバム『プレイボーイ プレイガール』（CD、限定LP盤）のタイトル曲が採用され11月18日にリカット。コーナードラマ『少年頭脳カトリ』オープニング・テーマ（未発売）も「野宮真貴と野宮真貴（ピチカート・ファイヴ）」名義で担当。
アルバム『プレイボーイ プレイガール』発売以降、日本コロムビアが立ち上げたJ-POP部門のレコード会社 HEAT WAVE（ヒートウェーブ）が発売元となり、2001年の同社清算までの作品は【********* records,tokyoレーベル、発売元：株式会社ヒートウェーブ、販売元：日本コロムビア株式会社】という形態となった。
1999年に発売のミニ・アルバムに形態の近いシングルCDは、「JBL maxisonic series」と銘打ち、4月に「darlin' of discotheque e.p.」、7月「nonstop to tokyo e.p.」10月「パーフェクト・ワールド」を相次いでリリース。11月には20世紀最後となるアルバム『PIZZICATO FIVE』リリース。

### 末期・各々のアーティストによるフィーチャリング
2000年2月、readymade recordsのアーティストによるコンピレーション盤を発売、7月に野宮がソロCD、8月に小西プロデュースによる「慎吾ママのおはロック」発売、ミリオンセラーを記録。9月、シゲル・マツザキとYOU THE ROCK★をフィーチャリングしたシングル「東京の合唱」を発売、東京を一種のブランドテーマとしたプロデュースに傾斜。9月30日、『女性上位時代』〜『ロマンティーク96』までのSEVEN GODS・TRIADレーベル時代のオリジナル・アルバム5作がジャケット新調で再発売。11月、クリスマス・ソング・シングルであり、ラストシングル「12月24日」を発売、同年のクリスマスまでfeel H"とタイアップしたCM（梅宮アンナ出演）がゴールデンタイムを中心に放映された。「12月24日」と同時にMV集「readymade TV Volume.3」がPIZZICATO FIVE初のDVDとして発売。
2001年1月1日、21世紀最初でリリースされたラストアルバムとなる『さ・え・ら ジャポン』をリリース。東京から視野を広げ日本をテーマとしたありとあらゆる楽曲が詰め込まれた本作は、「東京の合唱」でフィーチャーしたシゲル・マツザキ・YOU THE ROCK★、雪村いづみ・デューク・エイセス、南佳孝、ロケットマン（ふかわりょう）、横山剣（クレイジーケンバンド）、クレモンティーヌ、イマクニ?、ハナレグミ、ピエール・バルーなどの豪華なゲストをフィーチャリングした事でも高い評価を受けた。

### 解散発表
2001年3月14日、3月31日を以て「ピチカート・ファイヴを解散する」旨がreadymade records,tokyoから発表。
解散の理由は小西曰く、「『さ・え・ら ジャポン』の出来が、ゲストの力を借りる形で今までになく素晴らしい出来上がりで、解散するなら（最高の状態の）今かな」とのこと。野宮も小西が「ピチカート・ファイヴでやりたいことは全てやり尽くした」と言及していた。
これに関しては「元祖渋谷系が終止符を打つ」などの内容で、一般紙だけでなく朝日新聞など全国紙の文化面でも報じられた。
3月31日、ベスト・アルバム『Pizzicato Five R.I.P.〜Big Hits and Jet Lags 1998-2001』をリリース。
同日、かつてのメンバー田島・高浪、および大勢のゲストを招いてオールナイト敢行のラスト・ライブ（通称「お葬式」ライブ）を開催、解散。
17年間の活動に終止符を打った。
結果的に1999年から2001年3月末の解散までの間に12種のCD・LP盤を1か月から3か月のハイ・ペースで立て続けにリリースした。

### 解散後から現在
2001年6月、日本コロムビア在籍時代のシングルA面楽曲を全曲収録した2枚組CD『シングルス』発売。
解散1年後の2002年3月31日、トリビュート・アルバム『戦争に反対する唯一の手段は。-ピチカート・ファイヴのうたとことば-』が発売。曽我部恵一、ORIGINAL LOVE、キリンジ、RIP SLYME、市川実和子、夏木マリ、水森亜土（既発曲）、和田アキ子（既発曲）が参加。
2004年、結成20年を迎える。日本コロムビア在籍時代の映像作品をDVDで再発売。CBS・ソニー在籍時代のベスト・アルバム、オリジナル・アルバムの再発売盤リリース。
2005年、小西はコロムビアミュージックエンタテインメントとプロデュース契約した。「columbia*readymade」レーベルを設立。ピチカート・ファイヴの解散から5年経った2006年3月31日、同レーベルより日本コロムビア時代のオリジナル・ベスト・ライブ・アルバムの再発盤をリリース。小西がアートディレクションしたジャケットがあしらわれ、ライナーノーツの構成がオリジナルと幾分異なる作品も存在する。同レーベルの第一弾アーティスト、野本かりあがピチカート・ファイヴの代表曲「東京は夜の七時」をカバー（歌詞、アレンジを変更）。
2019年、小西が新たに「自分がDJするときに使いやすい形で作ったという感じでエディットした」『THE BAND OF 20TH CENTURY:Nippon Columbia Years 1991-2001』発売発表に合わせウェブサイトをリニューアル。小西による楽曲解説を順次公開。7inch BOX（11月3日）及びCD・配信（11月6日）でリリース（形態によりエディットが異なる）。11月6日、YouTubeにて最新音源での12曲のMVの配信開始。
2021年9月22日、『配信向けのピチカート・ファイヴ』と題し、9月（高浪編）・10月20日（小西編）・11月17日（野宮編）の3か月連続配信リリース。11月24日、『配信向けのピチカート・ファイヴ』3作品から厳選した、2枚組CD『高音質のピチカート・ファイヴ』をリリース。11月27日、7インチ・レコード『東京の合唱／プレイボーイ・プレイガール』をリリース。

### エピソード
1998年発売アルバム『プレイボーイ プレイガール』初回限定盤、1999年発売CD（JBL maxisonic series）は紙製変形ケース仕様。
2000年「東京の合唱」から2001年『さ・え・らジャポン』までの3枚のCD、初のDVD作品『readymade TV Volume.3』は紙製のトール・ケース仕様。
高さの関係から通常の縦置きのままでは棚に収まらず、横に倒し出っ張らせた状態で陳列せざるを得ない店舗が多々あったことで話題になった。
アメリカ合衆国で放送されたアニメ『フューチュラマ』第4期・第5話「Leela's Homeworld」ラストで、「Baby Love Child」が挿入歌として使用されている。

## ディスコグラフィー

### シングル
|                    | 発売日         | タイトル                                    | 規格品番   | 備考                                                                       |
| ------------------ | -------------- | ------------------------------------------- | ---------- | -------------------------------------------------------------------------- |
| ノン・スタンダード |                |                                             |            |                                                                            |
| 1st                | 1985年8月21日  | オードリィ・ヘプバーン・コンプレックス      | 12NS-1003  |                                                                            |
| 2nd                | 1986年1月21日  | イン・アクション                            | 12NS-1007  |                                                                            |
| CBS・ソニー        |                |                                             |            |                                                                            |
| 3rd                | 1990年6月21日  | ラヴァーズ・ロック                          | CSDL-3131  |                                                                            |
| 日本コロムビア     |                |                                             |            |                                                                            |
| 4th                | 1993年4月7日   | スウィート・ソウル・レヴュー                | CODA-159   | ファンクラブ「ピチカートマフィア」の発足を告知                             |
| 5th                | 1993年12月1日  | 東京は夜の七時                              | CODA-281   |                                                                            |
| 6th                | 1994年4月21日  | ハッピー・サッド                            | CODA-406   | アナログシングルのカップリングは「Side B」                                 |
| 7th                | 1994年7月21日  | スーパースター                              | CODA-463   |                                                                            |
| 8th                | 1994年10月21日 | 陽の当たる大通り                            | CODA-510   |                                                                            |
| 9th                | 1995年10月21日 | 悲しい歌                                    | CODA-729   |                                                                            |
| 10th               | 1996年3月20日  | ベイビィ・ポータブル・ロック                | CODA-909   |                                                                            |
| 11th               | 1996年12月21日 | メッセージ・ソング                          | CODA-1093  |                                                                            |
| 12th               | 1997年3月1日   | イッツ・ア・ビューティフル・デイ/愛のテーマ | CODA-1164  |                                                                            |
| 13th               | 1997年6月21日  | モナムール東京                              | CODA-1214  |                                                                            |
| 14th               | 1997年10月10日 | PORNO 3003                                  | COCA-14517 | 岸田今日子による「黒い十人の女」リバイバル上映のトレイラーが収録。12cmCD。 |
| 15th               | 1997年11月1日  | 大都会交響楽                                | CODA-1388  |                                                                            |
| 16th               | 1998年1月21日  | 恋のルール・新しいルール                    | CODA-1404  |                                                                            |
| 17th               | 1998年7月18日  | きみみたいにきれいな女の子                  | CODA-1585  |                                                                            |
| 18th               | 1998年9月19日  | ウィークエンド                              | CODA-1614  |                                                                            |
| HEAT WAVE          |                |                                             |            |                                                                            |
| 19th               | 1998年11月18日 | プレイボーイ・プレイガール                  | CODA-50002 |                                                                            |
| 20th               | 1999年4月21日  | ダーリン・オブ・ディスコティックe.p.        | COCA-50068 | 12cmCD                                                                     |
| 21st               | 1999年7月17日  | ノンストップ・トゥ・トーキョーe.p.          | COCA-50119 | 12cmCD                                                                     |
| 22nd               | 1999年10月21日 | パーフェクト・ワールドe.p.                  | CODA-50174 |                                                                            |
| 23rd               | 2000年9月27日  | 東京の合唱                                  | COCA-50384 | 12cmCD                                                                     |
| 24th               | 2000年11月22日 | 12月24日                                    | COCA-50429 | 12cmCD、ラストシングル                                                     |

### オリジナル・アルバム
|                | 発売日         | タイトル                             | 規格品番                        | 備考                                                                               |
| -------------- | -------------- | ------------------------------------ | ------------------------------- | ---------------------------------------------------------------------------------- |
| CBS・ソニー    |                |                                      |                                 |                                                                                    |
| 1st            | 1987年4月1日   | couples                              | 32DH-637 （再発盤）MHCL-363     |                                                                                    |
| 2nd            | 1988年9月21日  | Bellissima!                          | 32DH-5126 （再発盤）MHCL-364    |                                                                                    |
| 3rd            | 1989年7月21日  | 女王陛下のピチカート・ファイヴ       | 32DH-5279 （再発盤）MHCL-365    |                                                                                    |
| 4th            | 1990年5月21日  | 月面軟着陸                           | CSCL-1149 （再発盤）MHCL-366    | 第2版以降、奥田民生が参加した「これは恋ではない」が未収録。                        |
| 日本コロムビア |                |                                      |                                 |                                                                                    |
| 5th            | 1991年9月1日   | 女性上位時代                         | COCA-7575 （再発盤）COCP-50891  |                                                                                    |
| 6th            | 1992年9月21日  | SWEET PIZZICATO FIVE                 | COCA-10178 （再発盤）COCP-50892 | レディメイドのロゴが初めて記載されたアルバム。当時は、ラバーメイド社のロゴを引用。 |
| 7th            | 1993年6月1日   | ボサ・ノヴァ2001                     | COCA-10837 （再発盤）COCP-50894 |                                                                                    |
| 8th            | 1994年10月1日  | オーヴァードーズ                     | COCA-11999 （再発盤）COCP-50895 |                                                                                    |
| 9th            | 1995年9月30日  | ロマンティーク96                     | COCA-1288 （再発盤）COCP-50897  |                                                                                    |
| 10th           | 1997年6月21日  | ハッピー・エンド・オブ・ザ・ワールド | COCA-14242 （再発盤）COCP-50898 |                                                                                    |
| 11th           | 1998年10月1日  | プレイボーイ プレイガール            | COCP-30054 （再発盤）COCP-50900 |                                                                                    |
| HEAT WAVE      |                |                                      |                                 |                                                                                    |
| 12th           | 1999年11月20日 | ピチカート・ファイヴ                 | COCP-50186 （再発盤）COCP-50901 |                                                                                    |
| 13th           | 2001年1月1日   | さ・え・ら ジャポン                  | COCP-50460 （再発盤）COCP-50902 | ラストアルバム                                                                     |

### ベスト・アルバム／コンピレーション・アルバム
| 発売日                                                                                | タイトル                                                 | 規格品番                                | 備考 |
| ------------------------------------------------------------------------------------- | -------------------------------------------------------- | --------------------------------------- | --- |
| テイチク                                                                              |                                                          |                                         | |
| 1987年7月21日                                                                         | ピチカートマニア!                                        | 30CH-253                                | ノン・スタンダード時代のベスト・アルバム                                                                       |
| 1995年11月22日                                                                        | ノン・スタンダードのピチカート・ファイヴ                 | TECN-22333/4                            | 85年・86年にノン・スタンダードに残した12インチ・シングル2枚を完全復刻。CD2枚組。                               |
| ソニー・レコード                                                                      |                                                          |                                         | |
| 1995年11月1日                                                                         | ANTIQUE 96                                               | SRCL 3370                               | CBS・ソニー期のベスト・アルバム                                                                                |
| 日本コロムビア                                                                        |                                                          |                                         | |
| 1995年3月1日                                                                          | ピチカート・ファイヴTYO〜Big Hits and Jet Lags 1991-1995 | COCA-12414 （再発盤）COCP-50896         | コロムビア初期、1991-1995期のベスト・アルバム                                                                  |
| 1997年12月10日                                                                        | ピチカート・ファイヴJPN〜Big Hits and Jet Lags 1994-1997 | COCA-14715 （再発盤）COCP-50899         | コロムビア中期、1994-1997期のベスト・アルバム                                                                  |
| 2001年3月31日                                                                         | Pizzicato Five R.I.P.〜Big Hits and Jet Lags 1998-2001   | COCP-50488 （再発盤）COCP-50903         | コロムビア〜HEAT WAVEの後期、1998-2001期のベスト・アルバム                                                     |
| 2001年6月21日                                                                         | シングルス                                               | COCP-50630/1 （再発盤）COCP-50904/5     | コロムビア楽曲のシングル・コレクション。CD2枚組。                                                              |
| インペリアルレコード （テイチクにより新設）                                           |                                                          |                                         | |
| 2001年7月25日                                                                         | pizzicato five'85                                        |                                         | 「ピチカートマニア!」リマスタリング+別テイク収録                                                               |
| ソニー・ミュージックダイレクト （ソニー・ミュージックエンタテインメントより事業分業） |                                                          |                                         | |
| 2004年4月28日                                                                         | THE BAND OF 20TH CENTURY:Sony Music Years 1986-1990      | MHCL 361/2                              | CBS・ソニー期の総括的ベスト・アルバム。2枚組。                                                                 |
| 日本コロムビア （2006年のみコロムビアミュージックエンタテインメント）                 |                                                          |                                         | |
| 2006年3月31日                                                                         | ピチカート・ファイヴ・アイ・ラヴ・ユー                   | COCP-50906                              | 小西康陽選曲によるベスト・アルバム                                                                             |
| 2006年3月31日                                                                         | ピチカート・ファイヴ・ウィ・ラヴ・ユー                   | COCP-50918                              | 平林伸一選曲によるベスト・アルバム                                                                             |
| 2019年11月3日（EPレコード） 2019年11月6日（CD）                                       | THE BAND OF 20TH CENTURY:Nippon Columbia Years 1991-2001 | EPレコード：COKA-70/85 CD：COCP-40957/8 | 小西康陽監修・選曲によるピチカートファイヴ最新型の16枚の7inch BOX・2CD・配信（形態によりエディットが異なる）。 |
| 2021年9月22日（配信限定）                                                             | 配信向けのピチカート・ファイヴ その1 高浪慶太郎の巻      | COKM-43497                              | 音楽配信限定によるベスト・アルバム                                                                             |
| 2021年10月20日（配信限定）                                                            | 配信向けのピチカート・ファイヴ その2 小西康陽の巻        | COKM-43498                              | 音楽配信限定によるベスト・アルバム                                                                             |
| 2021年11月17日（配信限定）                                                            | 配信向けのピチカート・ファイヴ その3 野宮の巻            | COKM-43499                              | 音楽配信限定によるベスト・アルバム                                                                             |
| 2021年11月24日                                                                        | 高音質のピチカート・ファイヴ                             | COCP-41652/3                            | 配信限定アルバム『配信向けのピチカート・ファイヴ』3作品からのコンピレーション                                  |

### リミックス・アルバム
日本コロムビア（2006年のみコロムビアミュージックエンタテインメント）からリリース
『Remix Album: Happy End of You』（Matador Records）は国内未発売
| 発売日         | タイトル                                 | 規格品番             | 備考                                          |
| -------------- | ---------------------------------------- | -------------------- | --------------------------------------------- |
| 1993年11月1日  | EXPO 2001                                | COCA-11243           | 全9曲入                                       |
| 1993年12月21日 | FREE SOUL 2001                           | COJA-9154/5          | 初回生産限定盤 アナログ2枚組で発売            |
| 1996年6月21日  | 宇宙組曲                                 | COCA-13433 COJA-9183 | 初回生産限定盤 CD・アナログで発売             |
| 1998年5月5日   | Remix Album: Happy End of You            | OLE-282              | MatadorよりリリースされたリミックスEPの編集盤 |
| 1999年11月20日 | Pizzicato Five VS Darlin'of Discotheque  | COJA-50198           | 初回生産限定盤 アナログで発売                 |
| 2000年3月18日  | REMIXES 2000                             | COCP-50255           | 全7曲入                                       |
| 2001年12月21日 | Pizzicato Five in the mix                | COCP-50669           | 須永辰緒によるリミックスCD                    |
| 2006年5月24日  | ピチカート・ファイヴ・ウィ・ディグ・ユー | COCP-50928           | 小西康陽監修カットアップリミックスCD          |

### その他のアルバム
| 発売日                                                 | タイトル                                                         | 規格品番                                        | 備考 |
| ------------------------------------------------------ | ---------------------------------------------------------------- | ----------------------------------------------- | --- |
| 日本コロムビア                                         |                                                                  |                                                 | |
| 1991年5月21日                                          | フジテレビ系ドラマ「学校へ行こう！」サウンドトラック             | COCA-7558                                       | |
| 1991年6月1日                                           | 最新型のピチカート・ファイヴ                                     | COCA-5132                                       | ※ミニ・アルバム 2006年3月31日、columbia*readymadeから他アルバムが再発された際、これら3枚のミニ・アルバムは『最新型の/超音速の/レディメイドのピチカート・ファイヴ』として1枚にコンパイルされた。規格品番：COCP-50890                                      |
| 1991年7月1日                                           | 超音速のピチカート・ファイヴ                                     | COCA-5133                                       | ※ミニ・アルバム 2006年3月31日、columbia*readymadeから他アルバムが再発された際、これら3枚のミニ・アルバムは『最新型の/超音速の/レディメイドのピチカート・ファイヴ』として1枚にコンパイルされた。規格品番：COCP-50890                                      |
| 1991年8月1日                                           | レディメイドのピチカート・ファイヴ                               | COCA-5134                                       | ※ミニ・アルバム 2006年3月31日、columbia*readymadeから他アルバムが再発された際、これら3枚のミニ・アルバムは『最新型の/超音速の/レディメイドのピチカート・ファイヴ』として1枚にコンパイルされた。規格品番：COCP-50890                                      |
| 1993年3月21日                                          | インスタント・リプレイ                                           | COCA-10650 （再発盤）COCP-50893                 | ※ライブ・アルバム |
| 1993年7月1日                                           | スーヴニール2001                                                 | COCA-10897                                      | ※完全初回生産限定盤 アルバム『ボサ・ノヴァ2001』のスペシャルパッケージ盤（コロちゃんパック）。 「スウィート・ソウル・レビュー」「ソフィスティケイテッド・キャッチー」の2曲が入っていない代わりに野宮真貴による『ボサ・ノヴァ2001』発売告知が入っている。 |
| 1994年2月10日                                          | ウゴウゴ・ルーガのピチカート・ファイヴ                           | COCA-11506                                      | ※フジテレビ系「ウゴウゴ・ルーガ」サウンドトラック。 コロちゃんパック仕様でカセット・テープも発売。 |
| 1996年6月21日                                          | フリーダムのピチカート・ファイヴ                                 | COCA-13434 COJA-9184                            | ※初回生産限定盤、CD・アナログで発売 |
| 1996年10月1日（完全限定仕様） 1996年10月19日（通常盤） | great white wonder〜rare masters 1990-1996                       | COCA-13713（完全限定仕様） COCA-13739（通常盤） | ※日本コロムビア移籍後の未発表・レアトラック集 |
| 2002年3月31日                                          | 戦争に反対する唯一の手段は。-ピチカート・ファイヴのうたとことば- | RMCA-1002                                       | ※トリビュート・アルバム |
| ソニー・レコード                                       |                                                                  |                                                 | |
| 1995年11月1日                                          | a quiet couple                                                   | SRCL-3372                                       | 『couples』Instrumental盤 |

### VHS・DVD
すべて日本コロムビア（「動く女性上位時代」〜「readymade TV volume three」までのDVD再発盤、「HAPPY END OF THE BAND」はコロムビアミュージックエンタテインメント）より
| 発売日         | タイトル                                                                     | 規格品番          | 備考                                           |
| -------------- | ---------------------------------------------------------------------------- | ----------------- | ---------------------------------------------- |
| 1991年11月21日 | 動く女性上位時代                                                             | （DVD）COBA-50781 | VHS／DVD（再発盤）                             |
| 1992年7月1日   | ミス・ピチカート・ファイヴ・スーパースター                                   | （DVD）COBA-50782 | VHS／DVD（再発盤）                             |
| 1994年7月21日  | readymade TV volume one                                                      | （DVD）COBA-50783 | VHS／DVD（再発盤）                             |
| 1998年1月21日  | readymade TV volume two                                                      | （DVD）COBA-50784 | VHS／DVD（再発盤）                             |
| 2000年11月22日 | readymade TV volume three                                                    | （DVD）COBA-50785 | DVD版のジャケット写真は雷門、VHS版は太陽の塔。 |
| 2004年3月31日  | HAPPY END OF THE BAND：PIZZICATO FIVE BSフジ・スタジオ・ラスト・セッションズ | COBA-50786        | DVD                                            |

### その他
- キッズチャレンジのテーマ（NHK、キッズチャレンジ）[17]

## タイアップ一覧
| 使用年 | 曲名                                   | タイアップ |
| ------ | -------------------------------------- | --- |
| 1985年 | オードリィ・ヘプバーン・コンプレックス | フジテレビ系木曜ドラマストリート『明日を殺さないで』挿入歌                                                      |
| 1990年 | ラヴァーズ・ロック                     | JT「チェロキー」CMソング                                                                                        |
| 1993年 | スウィート・ソウル・レヴュー           | '93カネボウ化粧品夏のイメージ・ソング                                                                           |
| 1993年 | ロックン・ロール                       | WIZ WONDERLAND BAZAR CMソング                                                                                   |
| 1993年 | 東京は夜の七時                         | フジテレビ系『ウゴウゴルーガ2号』オープニングのうた                                                             |
| 1994年 | ゴー・ゴー・ダンサー                   | WIZ WONDERLAND BAZAR CMソング                                                                                   |
| 1994年 | ハッピー・サッド                       | テレビ朝日系『タブロイドTV』オープニングテーマ                                                                  |
| 1994年 | 陽の当たる大通り                       | 青山商事「CALAJA」CMソング                                                                                      |
| 1994年 | レモンのKISS                           | 「東京テレメッセージ」CMソング                                                                                  |
| 1995年 | ハッピー・サッド                       | アメリカ映画『アンジップト』挿入歌                                                                              |
| 1995年 | ゴー・ゴー・ダンサー                   | SISLEY JAPAN DIARY '95 CMソング                                                                                 |
| 1995年 | 悲しい歌                               | テレビ朝日系『走れ!GET』エンディングテーマ                                                                      |
| 1995年 | 世界でいちばんファンキーなバンド       | 日本リーバ「Lux ヘアフレグランス」CMイメージソング                                                              |
| 1996年 | ベイビィ・ポータブル・ロック           | 日産自動車「ミストラル」春のキャンペーンソング                                                                  |
| 1996年 | 「買物王」のテーマ                     | フジテレビ『買物王』テーマソング                                                                                |
| 1996年 | 「キッズ・チャレンジ」のテーマ         | NHK教育テレビ『キッズ・チャレンジ』テーマソング                                                                 |
| 1996年 | Happy Birthday                         | P' PARCO 96年春のキャンペーン・ソング                                                                           |
| 1996年 | メッセージ・ソング                     | NHK『みんなのうた』1996年12月・1997年1月放送曲                                                                  |
| 1997年 | イッツ・ア・ビューティフル・デイ       | Triumph International「天使のブラ」CFイメージソング                                                             |
| 1997年 | 愛のテーマ                             | 花王「ソフィーナ シースルーファンデーション」CFイメージソング                                                   |
| 1997年 | アリガト WE LOVE YOU                   | 「J-PHONE Presents ISF公認スノーボードワールドツアー'97〜'98 AIR MAKE in 東京レインボータウン」公式テーマソング |
| 1997年 | PORNO 3003                             | 映画『黒い十人の女』イメージソング                                                                              |
| 1997年 | 大都会交響楽                           | 日本テレビ系『だんトツ!!平成キング』エンディングテーマ                                                          |
| 1997年 | コンチェルト                           | 花王「ソフィーナ シースルーファンデーション」CFイメージソング                                                   |
| 1998年 | 恋のルール・新しいルール               | フジテレビ系『黄金ボキャブラ天国』テーマソング                                                                  |
| 1998年 | 大都会交響楽                           | SS/PSゲーム『クロス探偵物語』テーマソング                                                                       |
| 1998年 | マジック・カーペット・ライド           | NHK教育テレビ『サイエンスアイ』オープニング/エンディングテーマ                                                  |
| 1998年 | ウィークエンド                         | TBS系『チューボーですよ!』エンディングテーマ                                                                    |
| 1998年 | プレイボーイ・プレイガール             | フジテレビ系『サタスマ』エンディングテーマ                                                                      |
| 1999年 | darlin' of discotheque                 | フジテレビ系『ネプフジ』オープニングテーマ                                                                      |
| 1999年 | ウィークエンド                         | 映画『シェイディー・グローヴ』主題歌                                                                            |
| 1999年 | パーフェクト・ワールド                 | 大正製薬「アルフェ・ミニ」CFイメージソング                                                                      |
| 1999年 | 眺めのいい部屋                         | 丸栄「グランド・オープン・キャンペーン」CMイメージソング（中部地区のみ）                                        |
| 2000年 | 12月24日                               | DDIポケット「feelH”」CMソング                                                                                   |
| 2016年 | ベイビィ・ポータブル・ロック           | MBSラジオ『かめばかむほど亀井希生です!』テーマ曲（2016年 - ）                                                   |
| 2021年 | 東京は夜の七時                         | TBS系『週刊さんまとマツコ』エンディングテーマ（2021年 - 2022年）                                                |
| 2022年 | スウィート・ソウル・レヴュー           | TBS系『週刊さんまとマツコ』エンディングテーマ（2022年 - ）                                                      |
| 2023年 | ベイビィ・ポータブル・ロック           | 住友不動産商業施設「有明ガーデン」CMソング                                                                      |
| 2025年 | ベイビィ・ポータブル・ロック           | エムアイカード CMソング                                                                                         |